# The Party Ain't Over 'til We Say So
The Party Ain't Over 'Til We Say So är ett samlingsalbum med svenska hårdrock/sleazerockbandet Hardcore Superstar där de samlar tio år av sin skivkarriär. I samband med albumet gavs nya singeln We Don't Need A Cure ut .

## Låtlista
| Nr  | Titel                      | Längd |
| --- | -------------------------- | ----- |
| 1.  | We Don’t Need A Cure       |       |
| 2.  | We Don’t Celebrate Sundays |       |
| 3.  | Moonshine                  |       |
| 4.  | My Good Reputation         |       |
| 5.  | Wild Boys                  |       |
| 6.  | Someone Special            |       |
| 7.  | Dreamin’ In A Casket       |       |
| 8.  | Into Debauchery            |       |
| 9.  | Here Comes That Sick Bitch |       |
| 10. | Last Call For Alcohol      |       |
| 11. | Beg For It                 |       |
| 12. | Liberation                 |       |
| 13. | Bastards                   |       |
| 14. | Medicate Me                |       |
| 15. | Standin’ On The Verge      |       |
| 16. | Still I’m Glad             |       |
| 17. | Have You Been Around       |       |
| 18. | Shame                      |       |
| 19. | Honey Tongue               |       |
| 20. | Run To Your Mama           |       |

## Medverkande
- Jocke Berg - sång
- Vic Zino - gitarr
- Martin Sandvik - bas
- Magnus "Adde" Andreason - trummor